# Desulfobacterium
Desulfobacterium ist eine Gattung Sulfat-reduzierender Bakterien (englisch Sulfate-reducing bacteria, SRB) aus der Familie Desulfobacteraceae.
Die Gattung ist in Brackwasser- und Meeressedimenten weit verbreitet.
Die Form der Bakterien reicht je nach Art (Spezies) von meist stäbchenförmig über oval bis zitronenförmig.
Der Stamm Desulfobacterium autotrophicum HRM2 ist der erste Vertreter von SRBs, dessen Genom sequenziert wurde.

## Etymologie
Der Gattungsname leitet sich ab von lateinisch ‚de‘ (von, weg) und ‚sulfur‘ (Schwefel), was zusammen den Präfix ‚desulfo-‘ (desulfurierend) ergibt. Dieses Präfix deutet auf die Charakterisierung der Spezies als dissimilatorische sulfatreduzierende Prokaryoten (hier: Bakterien) hin.

## Systematik
Die folgende Systematik richtet sich in erster Linie nach der LPSN (List of Prokaryotic names with Standing in Nomenclature, L), zudem sind Einträge in WoRMS (World Register of Marine Species, W) und vom NCBI (National Center for Biotechnology Information, N) wiedergegeben (Stand 9. September 2021):
- Desulfobacterium anilini Schnell, Bak & Pfennig 1989/1990(L,W)alias Desulfatiglans anilini (Schnell et al. 1990) Suzuki et al. 2014(N) — Referenzstamm: Ani (alias ATCC:49792, DSM:4660)[8]
- Desulfobacterium autotrophicum Brysch et al. 1988(L,N) — Referenzstamm: HRM2 (alias ATCC:43914, DSM:3382, VKM:B-1955)
- Desulfobacterium catecholicum Szewzyk & Pfennig 1988(L,N) — Referenzstamm NZ (alias ATCC 43955, DSM 3882, JCM 39068, NZva20, NZva20, Nelson)[9]
- Desulfobacterium cetonicum Galushko & Rozanova 1994(L) alias Desulfosarcina cetonica corrig. (Galushko & Rozanova 1994) Kuever et al. 2006(N) — Referenzstamm 480 (alias DSM 7267, JCM 12296, VKM B-1975)[10]
- Desulfobacterium corrodens Dinh, Kuever, Mussmann, Hassel, Stratmann & Widdel, 2004(W,N) — alias Desulfobacterium sp. IS4[11]
- Desulfobacterium indolicum Bak & Widdel 1988(L,W,N) — Typus, Referenzstamm: In04 (alias ATCC:43938, DSM:3383)
- Desulfobacterium macestii Gogotova & Vainstein 1989(L) alias Desulfomicrobium macestii (Gogotova & Vainstein 1989) Hippe et al. 2003(N) — Referenzstamm M-9 (alias DSM 4194, VKM B-1598)[12]
- Desulfobacterium niacini Kuever et al. 2006(L,N) — Referenzstamm: DSM 2650 (alias DSM2650T)
- Desulfobacterium phenolicum Bak & Widdel 1988(L) alias Desulfobacula phenolica (Bak & Widdel 1988) Kuever et al. 2001(N) — Referenzstamm Ph01 (alias ATCC 43956, DSM 3384)[13]
- Desulfobacterium vacuolatum Kuever et al. 2006(L,W,N) — Referenzstamm: IbRM (alias DSM:3385, JCM:12295)
- Desulfobacterium zeppelinii Kuever et al. 2007(N) — Referenzstamm: DSM 9120[14]
- Desulfobacterium sp. 4572_20(N)
- Desulfobacterium sp. AK1(N)
- Desulfobacterium sp. BG18(N)
- Desulfobacterium sp. BG33(N)
- Desulfobacterium sp. BSv41(N)
- Desulfobacterium sp. LSv25(N)
- Desulfobacterium sp. PM4(N)
- Desulfobacterium sp. SCGC MDAE08(N)
- Desulfobacterium sp. SCGC MDAE10(N)
- Desulfobacterium sp. SCGC MDAM14(N)
- Desulfobacterium sp. CE24 — uncultured(N)

Beim Vergleich der zugrunde liegenden Datenbanken wird deutlich, dass die Diskussion über die Mitgliedschaft einzelner Spezies zur Gattung bei weitem noch nicht abgeschlossen ist. Einerseits werden für Spezies, die nach LPSN bestätigte Mitglieder der Gattung sind, andere Gattungszugehörigkeiten vorgeschlagen (ein „Splitting“ im Sinn der Lumper und Splitter), andererseits werden neue Funde (z. T. aus der Metagenomik) als Mitglieder der Gattung vorgeschlagen, sind aber in der LPSN noch nicht als bestätigt gelistet.

## Desulfobacterium autotrophicum
Desulfobacterium autotrophicum ist ein mesophiles sulfatreduzierendes Bakterium.
Mit einer Größe von 5,6 Mbp (Megabasenpaaren) ist das Genom von Db. autotrophicum HRM2 etwa 2 Mbp größer als die sequenzierten Genome anderer Sulfatreduzierer (SRBs).
Eine hohe Anzahl von Genomplastizitätselementen (en. genome plasticity elements) (mehr als  100 Transposon-artige Gene), mehrere Regionen mit GC-Diskontinuität und eine hohe Anzahl von repetitiven Elementen (132 paraloge Gene pro Mbp) deuten auf eine unterschiedliche Genomevolution im Vergleich zu Desulfovibrio-Arten hin.
Die metabolische Vielseitigkeit von Db. autotrophicum HRM2 zeigt sich in Genen für den Abbau einer Vielzahl organischer Verbindungen einschließlich langkettiger Fettsäuren und für den Wood-Ljungdahl-Weg wider, der es dem Organismus ermöglicht, Acetyl-CoA vollständig zu Kohlendioxid (CO2) zu oxidieren, aber auch chemolithoautotroph zu wachsen und gedeihen.

## Desulfobacterium catecholicum
Desulfobacterium catecholicum ist ein Brenzcatechin-abbauendes zitronenförmiges, nicht sporenbildendes sulfatreduzierendes Bakterium (Referenzstamm ist Nzva20).

## Desulfobacterium indolicum
Desulfobacterium indolicum ist ein ovales bis stäbchenförmiges, gramnegatives, nicht sporenbildendes, sulfatreduzierendes Bakterium (Referenzstamm In04). Die Spezies zeichnet sich durch die Nutzung spezifischer Stoffwechselwege aus,
darunter die Entschwefelung von Dieselkraftstoff.